# Отношения между Иран и Таджикистан
Отношения между Таджикистан и Иран съществуват от обявяването на независимост на Таджикистан от Съветския съюз.

## Контекст
Таджиките и иранците са свързани исторически и културно от хиляди години. Таджиките, както повечето иранци, са ирански народ и говорят персийски език, който също така е официалния език на Иран. Таджикистан, благодарение на историческите и културни връзки с Иран и някогашните Ирански империи, се счита за част от Голям Иран.

## Отношения
Иран е една от първите страни, които признават току-що придобилия независимот Таджикистан през 1991 и първата страна, която установява посолство в Душанбе. Иран осигурява дипломатическо подпомагане и построява нови джамии в Таджикистан. Благодарение на съживяването на иранската култура в Таджикистан Иран насърчава културния обмен чрез конфереции, медиите и филмови фестивали. Ирански телевизионни програми, списания и книги стават все по-разпространени в Таджикистан.
Все пак, въпреки многото общи неща, които двете нации имат помежду си, също така има и големи различия. Посткомунистическото правителство на Таджикистан е светско, докато това на Иран е ислямистко. Още повече Иран е главно шийтска страна, а Таджикистан — сунитска. Основните фигури на Движението за съживяване на Исляма заявяват, че Иран няма да служи за модел на каквото и да е ислямистко правителство в Таджикистан.
По време на гражданската война в Таджикистан Иран предлага да посредничи между двете страни, но тези усилия не довеждат до преговори. През 1995 Таджикистан отваря първото си посолство в Техеран, едно от малкото извън бившия СССР. Оттогава отношенията между двете страните стават по-близки, като те си сътрудничат в енергийния сектор, длъжностни лица и от двете страни подкрепят по-силни връзки.
Президентът на Иран Ахмадинежад коментира, че „Иран и Таджикистан са един дух в две тела“. Той също добавя, че няма граници за разширението на отношенията между двете страни и че, „Ние не чувстваме, че имаме неирански гост с нас благодарение на многото общи черти, които имат нашите две страни“.
На 12 февруари 2011 външният министър на Таджикистан Хамрокон Зарифи заявява по време на честването в Душанбе на годишншната от Иранскатата ислямска революция, че „Днес таджикския народ е свидетел на активността и ролята на Ислямска Република Иран в растежа и увеличението на икономиката на Таджикистан“. Зарифи споменава проекти като елекроцентралата Сангтуда-2 и тунела Истиклол като примери за ролята на Иран в тажикската икономика. Преди годишнината посланикът на Иран в Таджикистан Али Аскар Шердоуст обявява плановете на Техеран да построи завод за производство на цимент на стойност 500 милиона долара в тадикската провинция Кхалтон.

## Търговия
Иран е втория по големина инвеститор в Таджикистан след Китай. Иранците построяват водноелектрическата централа Сангтуда-2 и тунела Истиклол в Таджикистан. Започнати са приготовления за строежа на водноелектрическа централа Шурабад, както и за някои по-малки водноелектрически централи. Иран може да участва и в проекта Рогун (изграждане на най-голямата водноелектрическа централа в региона). Ирански специалисти изграждат магистрали и железопътни линии, които ще свържат Таджикистан, Афганистан и Иран.